# Valdemar av Slesvig
Valdemar, född 1158, död 16 juli 1236, dansk prelat.
Valdemar var utomäktenskaplig son till kung Knut V av Danmark, men föddes först efter mordet på denne (1157). Valdemar uppfostrades vid kung Valdemar den stores hov. Efter studier i Paris blev han omkring 1180 biskop i Slesvig (inrättade 1189 Guldholm kloster) samt ett par år därefter ståthållare på Sønderjylland. År 1188 ökades hans makt därigenom, att dithmarskarna ställde sig under hans biskopsstol; men då hans kusin Valdemar (senare Valdemar Sejr) snart därefter blev hertig över Sönderjylland och utsikterna att bli kung i Danmark därigenom förmörkades, lät han välja sig till ärkebiskop i Bremen 1191. Kung Knut VI hindrade honom emellertid från att tillträda detta ämbete, och Valdemar slöt sig då till hans fiender i Nordtyskland samt flydde till Norge 1192, där han till hjälp erhöll en stor flotta, med vilken han 1193 vände tillbaka till Sönderjylland.
Han antog nu konunganamn, men blev på ett möte med Knut i augusti samma år tillfångatagen och placerad i strängt fängelse, först på Nordborg och 1198 på Søborg Slot. På drottning Dagmars och påven Innocentius III:s förböner frigavs han 1206 och reste till Rom, där han vid straff av bannlysning skulle stanna, till dess påven skaffat honom ett nytt stift. År 1207 lämnade han likväl Rom utan påvens vetskap, sedan han ännu en gång blivit vald till ärkebiskop i Bremen. Bannlyst, måste han 1209 i Rom ödmjuka sig för påven, men fortsatte detta oaktat även sedermera sina stämplingar mot såväl sin efterträdare på biskopsstolen som mot kung Valdemar Sejr. År 1218 ingick Valdemar i Lockums cistercienserkloster, där bannlysningen upphävdes 1220, men gjorde 1223 efter kungens fångenskap ännu ett försök till hämnd. Sedan detta misslyckats, återvände han till klostret, därifrån 1232 till Citeaux i Frankrike, där han avslutade sitt oroliga liv.